# Tvetenia
Tvetenia is een muggengeslacht uit de familie van de Dansmuggen (Chironomidae).

## Soorten
- T. bavarica (Goetghebuer, 1934)
- T. calvescens (Edwards, 1929)
- T. discoloripes (Goetghebuer & Thienemann, 1936)
- T. duodenaria Kieffer, 1922
- T. paucunca (Saether, 1969)
- T. tshernovskii (Pankratova, 1968)
- T. verralli (Edwards, 1929)
- T. vitracies (Saether, 1969)